# New York Movie
New York Movie ist ein 1939 entstandenes Ölgemälde von Edward Hopper und zählt zu dessen bekanntesten Werken. Es zeigt ein fast leeres Kino während einer Filmvorführung mit Fokus auf eine in Gedanken versunkene Platzanweiserin. New York Movie befindet sich in der Sammlung des Museum of Modern Art in New York City.

## Entstehung und Ausstellungsgeschichte
Wie bei vielen Werken von Edward Hopper diente auch bei New York Movie seine Frau Josephine Hopper als Modell für die im Gemälde dargestellte Platzanweiserin. Hoppers Werk wird teils als eine Art Neuinterpretation von Édouard Manets Bar in den Folies Bergère von 1882, welches ebenfalls eine gedankenversunkene, melancholisch anmutende Frau darstellt, angesehen. Als weiterer Einfluss gilt das 1868 bis 1869 entstandene Gemälde Intérieur (auch bekannt als Le Viol) von Edgar Degas.

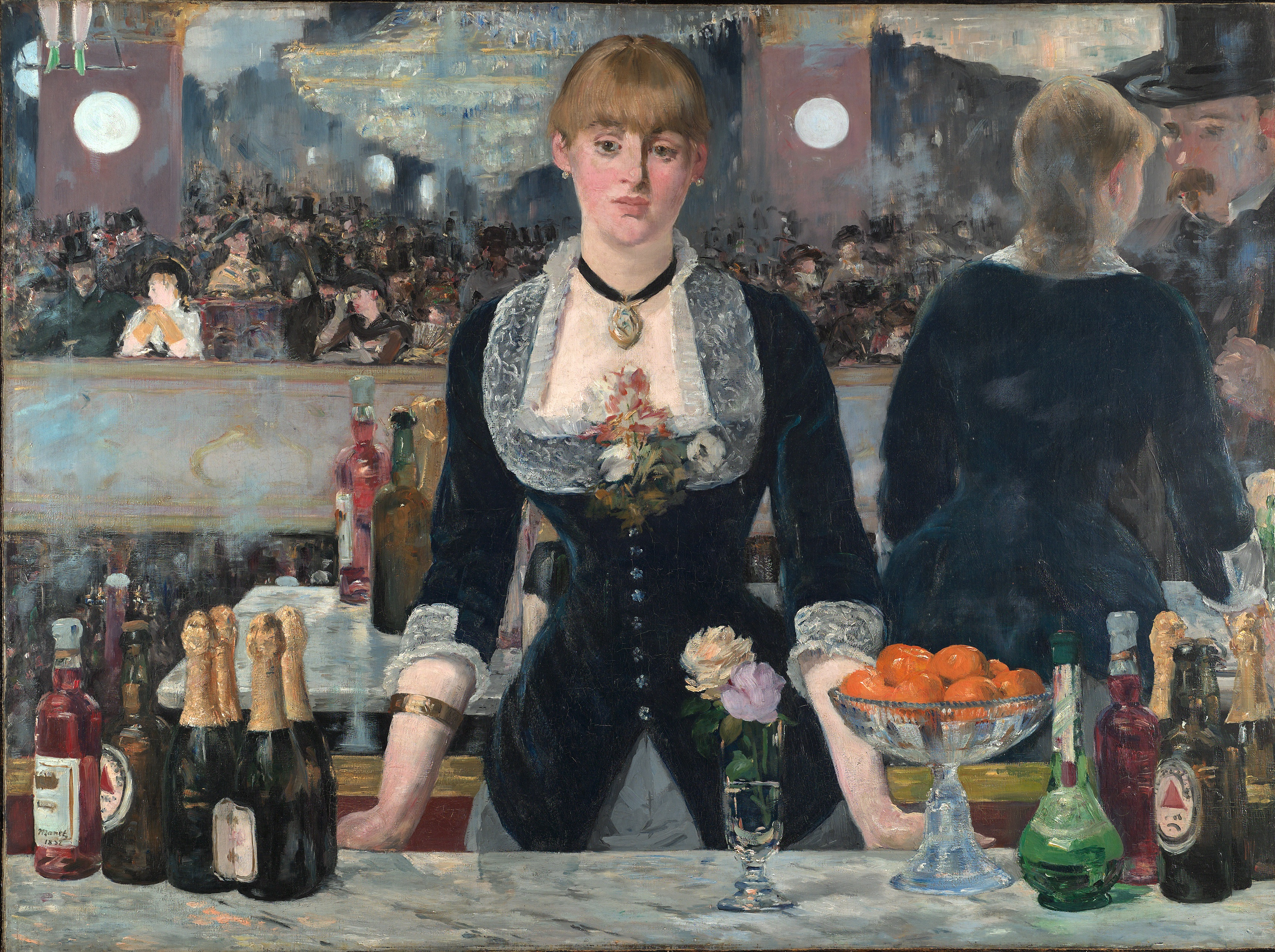
Édouard Manet: Bar in den Folies Bergère (1882)
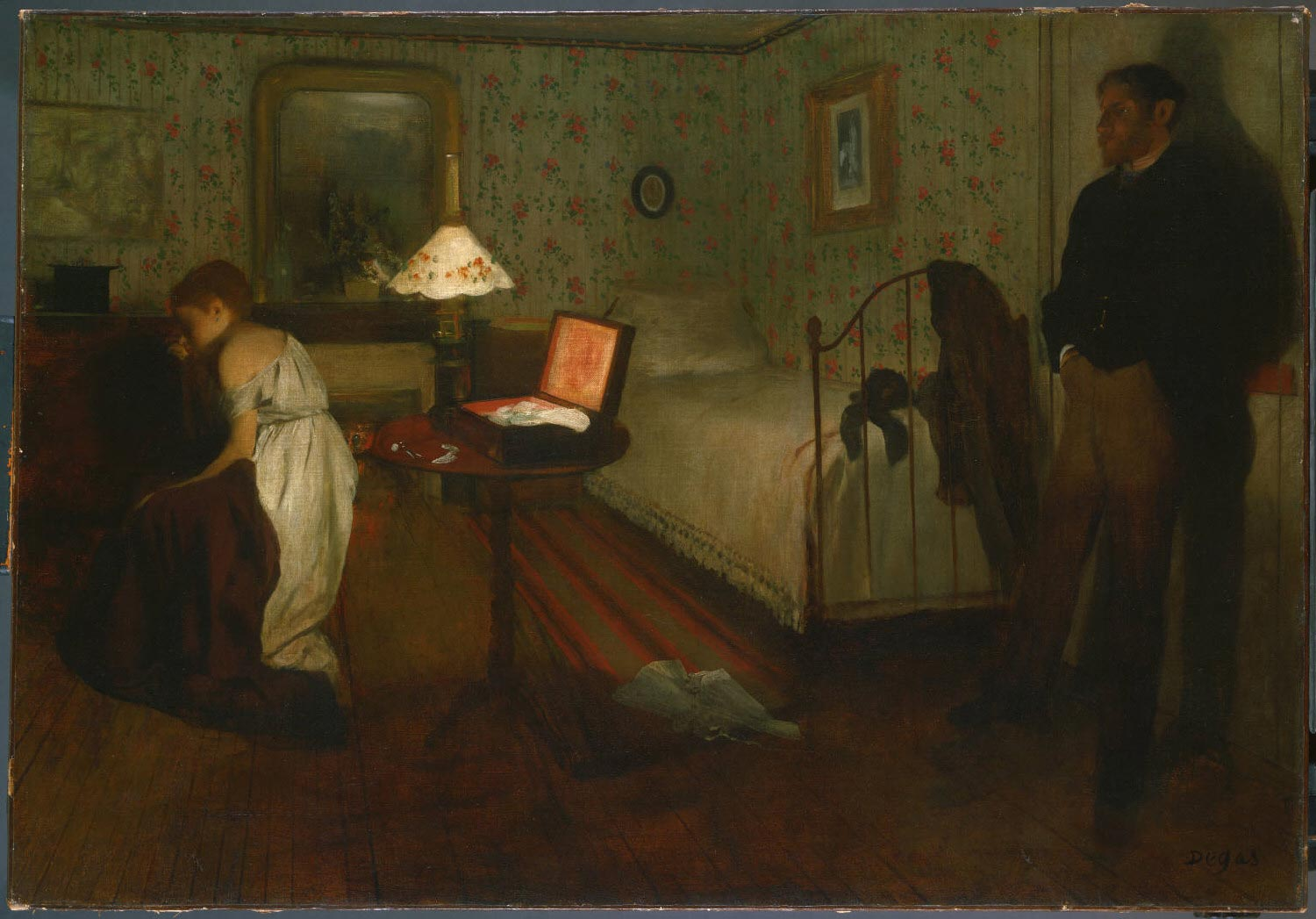
Edgar Degas: Intérieur (1868/1869)

Das in New York Movie dargestellte Kino entstammt Hoppers Fantasie, Inspiration fand er hierbei in den real existierenden New Yorker Theatern Palace Theatre, Globe Theatre (heute Lunt-Fontanne Theatre), Republic Theatre (heute New Victory Theatre) und Strand Theatre. Vor der Entstehung des im Dezember 1938 nach einer längeren, künstlerischen Durststrecke begonnenen und im Januar 1939 fertiggestellten Gemäldes fertigte Hopper zur Vorbereitung mehr als fünfzig Skizzen der verschiedenen Theater und seines späteren Werks an.
Nach Edward Hoppers Tod wurde das bis dahin in seinem Privatbesitz befindliche Gemälde zusammen mit weiteren Werken des Künstlers auf Veranlassung seiner Nachlassverwalterin und Kuratorin Gail Levin bei mehreren Ausstellungen im Museum of Modern Arts sowie im Whitney Museum of American Art gezeigt. Im Rahmen der Wanderausstellung Edward Hopper: The Art and the Artist war das Werk zudem in der Hayward Gallery, dem Stedelijk Museum, der Kunsthalle Düsseldorf, dem Art Institute of Chicago und dem San Francisco Museum of Modern Art zu sehen. Weitere Hopper-Retrospektiven führten das Bild unter anderem ins Detroit Institute of Arts und ins Saint Louis Art Museum. Nach einiger Zeit im Privatbesitz wurde das Werk durch eine anonyme Spende Teil der Sammlung des Museum of Modern Art.

## Bildaufbau
New York Movie zeigt ein nur spärlich besuchtes New Yorker Kino während einer Filmvorführung. Der eigentliche Kinosaal und die Leinwand sind nur teilweise gesehen. Die Leinwand zeigt eine Szenerie mit schneebedeckten Bergen. Von den für den Betrachter sichtbaren Sitzplätzen sind lediglich zwei mit einem Mann und einer huttragenden Frau besetzt. In einem Eck hinter einer prachtvoll verzierten Säule steht eine blonde, an die Wand gelehnte Platzanweiserin in blauer Uniform am Ein- bzw. Ausgang des Kinosaals, die melancholisch, abwesend und gedankenversunken wirkt. Den Film selbst kann sie von ihrem Blickwinkel aus nicht sehen.
Ein herausstechendes Merkmal des Werks ist sein Spiel mit Schatten und der Beleuchtung des Kinosaals, welches insgesamt zu einer eher düsteren, melancholischen Stimmung des Bildes beiträgt und die Isolation und Einsamkeit der Platzanweiserin verdeutlicht.

## Rezeption in der Populärkultur
New York Movie war mehrfach Gegenstand in der Poesie, unter anderem widmete der US-amerikanische Dichter Joseph Stanton dem Bild 1989 das Gedicht Edwars Hopper’s New York Movie in seiner Gedichtesammlung Imaginary Museum: Poems on Art.
Das Werk wird häufig als Inspiration für Filme des Film noir der 1940er Jahre, des Neo-Noir sowie für Filme über Isolation und Einsamkeit weiblicher Filmfiguren genannt. Der Regisseur Sam Mendes nannte New York Movie als Inspiration für die dargestellte Einsamkeit, Isolation und düster gehaltenen Szenen in seinem 2002 erschienenen Film Road to Perdition. Der Szenenbildner Richard Sylbert ließ sich durch New York Movie und Hoppers wohl bekanntestem Werk Nighthawks zum Farbschema des Boxerfilms Fat City von 1972 inspirieren.